# Энергетика Марий Эл
Энергетика Марий Эл — сектор экономики региона, обеспечивающий производство, транспортировку и сбыт электрической и тепловой энергии. По состоянию на начало 2020 года, на территории Марий Эл эксплуатировались три тепловые электростанции общей мощностью 252,5 МВт. В 2019 году они произвели 885,3 млн кВт·ч электроэнергии.

## История
История энергетики Марий Эл ведет своё начало с 1920-х годов. В начале 1922 года дала ток небольшая электростанция в Козьмодемьянске, в декабре того же года была пущена электростанция в Краснококшайске (ныне Йошкар-Ола), которая обеспечивала энергоснабжение здания облисполкома, нескольких жилых домов и двух уличных светильников. В 1927 году в городе была введена в эксплуатацию ещё одна электростанция мощностью 86 кВт. Также в 1920—годах строились маломощные тепловые и гидроэлектростанции в сельской местности. В 1933 году было завершено строительство Нартасской тепловой электростанции мощностью 200 кВт. Но в целом уровень электрификации региона оставался очень низким, к концу 1932 года суммарная мощность электростанций Марийской автономной области составила всего 2463 кВт.
Первая попытка создания крупных энергомощностей в Марий Эл была предпринята в 1932 году, когда в соответствии с планом ГОЭЛРО было принято решение о возведении работающей на торфе Марийской ГРЭС мощностью 48 МВт. Строительство станции было начато в мае 1933 года, но уже в сентябре 1934 года было решено его остановить. 
16 октября 1933 года Госпланом СССР было принято решение о строительстве целлюлозно-бумажного комбината в районе деревни Лопатино (ныне Волжск). Для его энергоснабжения была возведена тепловая электростанция, ставшая первым относительно крупным энергообъектом региона. Её первый турбоагрегат мощностью 6 МВт был пущен 19 января 1938 года. 
В 1937 году мощность электростанции Краснококшайска была увеличена на 270 кВт путём монтажа дизельного агрегата. К началу Великой Отечественной войны мощность станции составляла 1000 кВт, чего для работы эвакуированных в город предприятий было совершенно недостаточно. В связи с эти было принято решение о строительстве новой электростанции, к которому приступили в ноябре 1941 года. На станции использовалось эвакуированное оборудование (турбоагрегат — с электростанции в Полтаве, два котла — с ГЭС-2 Мосэнерго), первый ток она дала 21 сентября 1943 года при мощности 3 МВт. В качестве топлива использовались дрова. В настоящее время эта электростанция под названием Йошкар-Олинская ТЭЦ-1 продолжает эксплуатироваться.
С конца 1940-х годов начинается активное развитие небольших гидроэлектростанций в сельских районах, чаще всего на базе существующих водяных мельниц. В 1956 году в регионе действовали 156 сельских электростанций. Впоследствии по мере распространения централизованного энергоснабжения они были выведены из эксплуатации и демонтированы. В 1959 году после строительства линии электропередачи ВЛ-110 кВ «Зеленый Дол — Кожино» Марийская республика была присоединена к энергосистеме Татарстана. В 1964 году были созданы Марийские электрические сети. К середине 1970-х годов переход районов Марий Эл на централизованное энергоснабжение был завершён. В 1986 году было образовано районное энергетическое управление (РЭУ) «Мариэнерго».
В 1977 году было начато строительство Йошкар-Олинской ТЭЦ-2, крупнейшей электростанции Марий Эл, призванной решить проблему дефицита электрической и тепловой энергии в столице региона. В 1984 году новая станция после пуска первого водогрейного котла начала вырабатывать тепло, а после пуска в 1994 году первого энергоблока — и электроэнергию. Второй энергоблок станции был введён в эксплуатацию в 1999 году.

## Генерация электроэнергии
По состоянию на начало 2020 года, на территории Марий Эл эксплуатировались 3 тепловые электростанции общей мощностью 252,5 МВт: Йошкар-Олинская ТЭЦ-1, Йошкар-Олинская ТЭЦ-2 и ТЭЦ ОАО «МЦБК». Особенностью энергосистемы региона является доминирование одной станции, Йошкар-Олинской ТЭЦ-2, на которую приходится более 70 % установленной мощности и более 60 % выработки электроэнергии.

### Йошкар-Олинская ТЭЦ-1
Расположена в г. Йошкар-Оле, один из источников теплоснабжения города. Паротурбинная теплоэлектроцентраль (фактически — водогрейная котельная с попутной выработкой электроэнергии), в качестве топлива использует природный газ. Турбоагрегат станции введен в эксплуатацию в 1949 году, при этом сама станция пущена в 1943 году. Установленная электрическая мощность станции — 3,5 МВт, тепловая мощность — 344 Гкал/час. Фактическая выработка электроэнергии в 2019 году — 4,4 млн кВт·ч. Оборудование станции включает в себя один турбоагрегат. Также имеется три котлоагрегата и семь водогрейных котлов. Принадлежит МУП «Йошкар-Олинская ТЭЦ-1».

### Йошкар-Олинская ТЭЦ-2
Расположена в г. Йошкар-Оле, крупнейший источник теплоснабжения города. Самая мощная электростанция региона. Блочная паротурбинная теплоэлектроцентраль, в качестве топлива использует природный газ. Турбоагрегаты станции введены в эксплуатацию в 1994—1995 годах. Установленная электрическая мощность станции — 195 МВт, тепловая мощность — 660 Гкал/час. Фактическая выработка электроэнергии в 2019 году — 597,7 млн кВт·ч. Оборудование станции включает в себя два турбоагрегата, один мощностью 80 МВт и один мощностью 115 МВт. Также имеется два котлоагрегата и три водогрейных котла, два из которых с 2002 года находятся в консервации. Принадлежит ПАО «Т Плюс».

### ТЭЦ ОАО «МЦБК»
Теплоэлектроцентраль Марийского целлюлозно-бумажного комбината. Расположена в г. Волжске, обеспечивает энергоснабжение целлюлозно-бумажного комбината (блок-станция), также является одним из источников теплоснабжения города. Паротурбинная теплоэлектроцентраль, в качестве топлива использует природный газ. Турбоагрегаты станции введены в эксплуатацию в 1977—2017 годах, при этом сама станция была пущена в 1938 году и является старейшей ныне действующей электростанцией региона. Установленная электрическая мощность станции — 54 МВт, тепловая мощность (в части выдачи сторонним потребителям) — 27 Гкал/час. Фактическая выработка электроэнергии в 2019 году — 283,1 млн кВт·ч. Оборудование станции включает в себя шесть турбоагрегатов, из них три мощностью по 6 МВт и три — по 12 МВт.

## Потребление электроэнергии
Потребление электроэнергии в Марий Эл (с учётом потребления на собственные нужды электростанций и потерь в сетях) в 2019 году составило 2660,9 млн кВт·ч, максимум нагрузки — 470 МВт. Таким образом, Марий Эл является энергодефицитным регионом по электроэнергии и мощности, недостаток восполняется за счет перетоков электроэнергии из соседних регионов. В структуре энергопотребления лидирует население — 20,9 %, доля промышленности составляет 15,8 %, транспорта и связи — 17,4 %. Крупнейшие потребители электроэнергии по итогам 2019 года: Марийский целлюлозно-бумажный комбинат — 268,3 млн кВт·ч, ООО «Газпром Трансгаз Нижний Новгород» — 255,5 млн кВт·ч, АО «Транснефть-Верхняя Волга» — 158,2 млн кВт·ч. Функции гарантирующего поставщика электроэнергии выполняет ПАО «ТНС энерго Марий Эл».

## Электросетевой комплекс
Энергосистема Марий Эл входит в ЕЭС России, являясь частью Объединённой энергосистемы Средней Волги, находится в операционной зоне филиала АО «СО ЕЭС» — «Региональное диспетчерское управление энергосистем Нижегородской области, Республики Марий Эл и Чувашской Республики — Чувашии» (Нижегородское РДУ). Энергосистема региона связана с энергосистемами Чувашии по одной ВЛ 500 кВ, двум ВЛ 220 кВ и трём ВЛ 110 кВ, Нижегородской области по двум ВЛ 110 кВ, Татарстана по одной ВЛ 500 кВ, двум ВЛ 220 кВ и двум ВЛ 110 кВ, Кировской области по пяти ВЛ 110 кВ и трём ВЛ 10 кВ, Удмуртии по одной ВЛ 500 кВ.
Общая протяженность линий электропередачи напряжением 110—500 кВ составляет 1895,4 км, в том числе линий электропередач напряжением 500 кВ — 74,2 км, 220 кВ — 375,5 км, 110 кВ — 1445,8 км. Магистральные линии электропередачи напряжением 220—500 кВ эксплуатируются филиалом ПАО «ФСК ЕЭС» — Средне-Волжское ПМЭС, распределительные сети напряжением 110 кВ — филиалом ПАО «МРСК Центра и Поволжья» — «Мариэнерго» (в основном) и МУП «Йошкар-Олинская ТЭЦ-1».